# Telstar (basketbalclub)
Telstar B.B.C. Mechelen is een basketbalclub uit het Belgische Muizen (Mechelen). De ploeg werd in 1962 opgericht onder de naam Telstar III en op 8 mei 1963 sloot ze zich aan bij de Belgische Basketbalbond (de huidige VBL). De naam is een verwijzing naar de twee communicatiesatellieten Telstar 1 en Telstar 2. Later viel de staart van de naam eraf en kreeg de club z'n huidige naam.

## Teamgeschiedenis
Aanvankelijk had de club enkel een herenteam dat in derde provinciale speelde, maar al in het seizoen van 1964-1965 promoveerden zij naar tweede provinciale omdat er toen twee reeksen in tweede provinciale kwamen. Een seizoen later degradeerden ze terug naar derde provinciale. Zes seizoenen nadien (in 1972-1973) konden ze "revanche" nemen en promoveerde Telstar terug naar tweede provinciale. Ze konden toen 15 opeenvolgende seizoenen hun plaats in de middenmoot behouden.
In het seizoen 1971-1972 kwam er dan ook een jongens Miniemen ploeg bij die gecoacht werd door Herman Dubin die in de beginjaren van de club reeds meespeelde met de heren.
In het seizoen 1973-1974 kwam er dan ook een meisjes Kadetten en meisjes Miniemen ploeg bij. Zij zouden later de damesploeg worden. 
Hoewel de club in de jeugdploegen enkele goede spelers had, teerde zij te veel op dit succes en vergat nieuwe spelers te rekruteren.
In de jaren 80 was er dan ook nauwelijks enige jeugdwerking tot de jaren 90 deze terug is opgestart.

In het seizoen 2009-2010 werd voor de eerste keer een titel gevierd bij de Seniors. Ze eindigden op de 1ste plaats in 4de provinciale A, met slechts 1 verliesmatch (met 1 punt!) op 30 wedstrijden. Ook werd in dat seizoen een 3de en een 2de provincialer uitgeschakeld en slechts nipt verloren tegen een 1ste provincialer in de Beker van Antwerpen. 

8 Jaar later in het seizoen 2017-2018 werd opnieuw geschiedenis geschreven. Telstar werd op de laatste speeldag van het seizoen de kampioen van 3de provinciale A, net voor de C ploeg van de Antwerp Giants.

Het volgende seizoen (2018-2019) was het weer feest. Ditmaal stond de B-ploeg bovenaan de tabel van 4de Provinciale A waardoor Telstar het volgende seizoen met 2 ploegen in 3de Provinciale mocht aantreden. Het seizoen 2018-2019 was niet alleen het jaar van de 3de titel maar ook het eerste jaar dat Telstar vertegenwoordigd werd door 3 herenploegen.

Tegenwoordig heeft Telstar de volgende provinciale ploegen: u6 gemengd, u8 gemengd, 2 U10 gemengd, 2 U12 gemengd, U14 jongens, U14 meisjes , U16 jongens, U16 meisjes, een 2e provinciale Dames, 3de provinciale Heren en 4de provinciale Heren.

## Erelijst
| Competitie                | Aantal | Jaren            |
| ------------------------- | ------ | ---------------- |
| 3de Provinciale Antwerpen | 1×     | 2017/18          |
| 4de Provinciale Antwerpen | 2×     | 2009/10, 2018/19 |